# دم‌خاری جلوچشم‌سفید
دم‌خاری جلوچشم‌سفید (نام علمی: Synallaxis albilora) گونه‌ای از پرندگان در زیرتیرهٔ Furnariinae از تیرهٔ تنورمرغان (Furnariidae) است که در بولیوی، برزیل و پاراگوئه یافت می‌شود.